# Мандервил (Луизијана)
Мандервил (енгл. Mandeville) град је у америчкој савезној држави Луизијана.

## Демографија
По попису из 2010. године број становника је 11.560, што је 1.071 (10,2%) становника више него 2000. године.
| Група             | 2000.         | 2010.          |
| Белци             | 9.486 (90,4%) | 10.039 (86,8%) |
| Афроамериканци    | 502 (4,8%)    | 509 (4,4%)     |
| Азијати           | 122 (1,2%)    | 223 (1,9%)     |
| Хиспаноамериканци | 255 (2,4%)    | 608 (5,3%)     |
| Укупно            | 10.489        | 11.560         |